# Wildgall
Le Wildgall, ou Collaspro en italien, est, avec 3 273 mètres d'altitude, le troisième sommet le plus élevé du chaînon de Rieserfern, situé dans la partie occidentale des Hohe Tauern. Il se trouve dans la province autonome de Bolzano, dans le parc naturel de Rieserferner-Ahrn (Parco Naturale Vedrette di Ries-Aurina) et se présente du sud comme une pyramide massive avec des arêtes saillantes. Il s'agit du sommet le plus difficile à gravir parmi les sommets du chaînon de Rieserfern. De ce fait, il a été conquis relativement tard. La première ascension enregistrée a été réalisée le 18 août 1872 par Victor Hecht de Prague et les guides de montagne Johann et Sepp Ausserhofer de Rein in Taufers. Désormais, la montagne peut être escaladée depuis le refuge Kasseler (italien : rifugio Roma alla Vedrette di Ries) au nord en quatre heures environ, mais elle est rarement tentée,.

## Littérature et cartes
- (de) Werner Beikircher, Alpenvereinsführer Rieserfernergruppe, Bergverlag Rudolf Rother, 1983  (ISBN 3-7633-1227-7)
- (de) Helmut Dumler, Gebietsführer Südtirol 3, Bergverlag Rudolf Rother, Munich, 1987  (ISBN 3-7633-3300-2)
- (de) Carl Diener in Eduard Richter (ed.), Die Erschließung der Ostalpen, Vol. III, Berlin, 1894
- (it) Casa Editrice Tabacco, Tavagnacco, Wanderkarte 1:25,000, Sheet 035, Valle Aurina/Ahrntal, Vedrette di Ries/Rieserferner-Gruppe